# Resolució 240 del Consell de Seguretat de les Nacions Unides
La Resolució 240 del Consell de Seguretat de les Nacions Unides, aprovada el 25 d'octubre de 1967, va condemnar les violacions de l'alto el foc elaborat en resolucions passades (principalment resolució 234 i va expressar les seves retrets per les baixes i les pèrdues de béns que es van derivar de les violacions. El Consell va reafirmar la necessitat de l'estricte compliment de les resolucions de l'alto el foc i va exigir que els estats membres implicats deixessin immediatament totes les activitats militars prohibides a la zona i cooperessin plenament i amb promptitud amb l'Organisme de les Nacions Unides per la Vigilància de la Treva.
La reunió, requerida per Israel, Síria i la República Àrab Unida per contestar algunes al·legacions, va aprovar la resolució per unanimitat.